# Riksväg 23
Der Riksväg 23 ist eine schwedische Fernverkehrsstraße in Skåne län, Kronobergs län, Kalmar län und Östergötlands län, die die Stadt Malmö mit der Stadt Linköping verbindet.

## Verlauf
Die Straße verläuft von Malmö über eine Strecke von rund 32 km gemeinsam mit dem Europaväg 22 über die Universitätsstadt Lund nach Nordosten, trennt sich bei der Anschlussstelle Trafikplats 26 von der autobahnartig ausgebauten Europastraße und führt über Höör, wo sie den Riksväg 13 kreuzt, und Hässleholm, wo der Riksväg 21 gekreuzt wird, die Einmündung des Riksväg 19 nördlich von Broby nach Osby. Dort kreuzt sie den Riksväg 15. In ihrem weiteren Verlauf tritt sie bei Älmhult in die historische Landschaft Småland ein und führt weiter nach Växjö, wo der Riksväg 25 und der Riksväg 27 gekreuzt werden. Den weiteren Verlauf über die Kreuzung mit dem Riksväg 31 bei Norrhult und Åseda teilt sich die Straße mit dem Riksväg 37. Ein Stück östlich von Åseda trennen sich die Straßen, der Riksväg 23 führt nach Nordosten weiter über Virserum nach Målilla. Dort wird der Riksväg 47 gekreuzt. Die Straße führt weiter gemeinsam mit dem Riksväg 34 nach Norden über Hultsfred, wo der Länsväg 129 abzweigt, und Vimmerby, wo der Riksväg 40 gekreuzt wird. Zwischen Vimmerby und Kisa erreicht die Straße Östergötlands län. In Kisa kreuzt sie den Länsväg 134. Über Rimforsa führt sie weiter nach Linköping, trifft auf den Riksväg 35 und endet am Europaväg 4.
Die Länge der Straße beträgt einschließlich der gemeinsam mit anderen Hauptstraßen geführten Abschnitte rund 407 km.